# Camps de Jalès
L'appellation camps de Jalès fait référence à une série d’événements qui se sont déroulés immédiatement après la Grande Peur au  début de la période révolutionnaire, entre août 1790 et juillet 1792 en Ardèche, sur le territoire des communes de Banne, Beaulieu et Berrias-et-Casteljau, dans le canton des Vans.
Il ne s'agit pas d'un mouvement isolé, mais de manifestations proches de celles que l’on retrouve dans l’Ain, le Comtat Venaissin, Arles, d’abord dans un contexte fédératif puis évoluant vers une réaction contre-révolutionnaire, souvent à la suite d’affrontements entre catholiques et protestants (Nîmes, Uzès).

## Le pays de Jalès
Le pays se situe à la limite entre l’Ardèche (Vivarais) et le Gard, à proximité d’Alès, du pays d’Uzège. La plaine de Jalès est aussi une zone de contact entre catholiques et protestants, marquée par la présence ancienne des templiers et la proximité des Cévennes protestantes.

## La période révolutionnaire

### Le contexte: la Révolte des Masques armés
En 1782 et 1783, des bandits masqués sévirent entre les Vans et Saint-Ambroix (Gard), nécessitant l’envoi de troupes commandées par Henri Cabot de Dampmartin. Cette révolte contre la bourgeoisie était le fait de pauvres gens. Les responsables furent pendus ou roués aux Vans le 25 octobre 1783, certains envoyés aux galères,,. Beaucoup furent néanmoins graciés.
Albin Mazon, dans sa notice sur l'ancienne paroisse de Jaujac , raconte que l'un des condamnés à la roue l'avait été par contumace. Il s'appelait Degout-Lachamp et se serait caché dans les bois jusqu'en 1789, puis à la faveur des événements aurait eu une activité de brigandages avec d'anciens complices jusqu'en 1796, date à laquelle il aurait été repris à la faveur d'un complot royaliste qu'il aurait voulu dénoncer.

### Le premier camp: fête fédérative et défense des catholiques
C'est le 11 juillet 1790, au château du comte du Roure à Banne, que les membres des conseils municipaux des communes voisines demandent que l'Assemblée constituante soit chargée d'organiser un rassemblement des gardes nationaux.
Le 18 août, à l’appel de Louis Bastide de Malbos, maire de Berrias, commune sur laquelle est implantée la Commanderie de Jalès, se réunissent 15 000 à 20 000 gardes nationaux et plusieurs milliers de catholiques en réponse aux événements survenus à Nîmes, où des protestants, majoritairement favorables aux idées progressistes massacrèrent des catholiques.

Ce rassemblement pouvait passer pour une fête locale à l’image de la célébration dite Fête de la Fédération du 14 juillet 1790 à Paris.
Rivière de Larque, procureur syndic de Largentière, tente de tirer un avantage politique de cette manifestation.
Il y eut peut-être quiproquo entre ceux qui venaient défendre la religion catholique et ceux qui voulaient fêter les idées nouvelles ?[réf. nécessaire]
Une messe est célébrée. Certains veulent marcher sur Nîmes, mais cette éventualité est écartée par les organisateurs.
Toutes les villes de l'Ardèche méridionale y étaient représentées à l'exception de Joyeuse.
Les maires de l’Ardèche méridionale, leurs conseillers et leurs gardes nationaux se réunissent et proclament leur fidélité au Roi.
Cependant, après le départ des gardes, certains s’organisent et leurs officiers se proclament état-major ou comité militaire d’une armée fédérée. Cette démarche est déclarée inconstitutionnelle par l’Assemblée nationale à la demande du Directoire du département de l’Ardèche (proclamation du 26 août 1790) dans un décret du 7 septembre 1790 promulgué par le roi le 12 septembre.
Ce comité dont le principal élément est Claude Allier, prieur de Chambonas, sera le fil rouge reliant le premier rassemblement aux deux autres. Il fait l'amalgame entre les protestants et les patriotes qui accaparent tous les postes et relèguent les catholiques à des fonctions subalternes.
Le prieur de Chambonas, catholique et monarchiste, sera un lien avec les princes émigrés.
Dès lors, tout rassemblement - que ce soit dans la plaine de Jalès ou dans tout le Royaume - devient illégal, sauf autorisation du Directoire départemental.

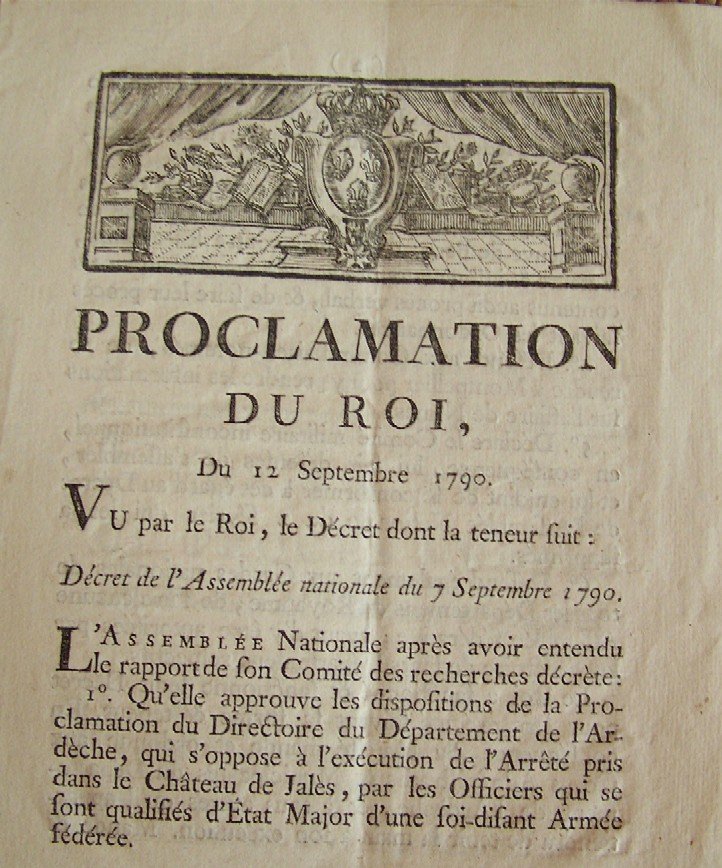
Le Roi défend les rassemblements. (1)
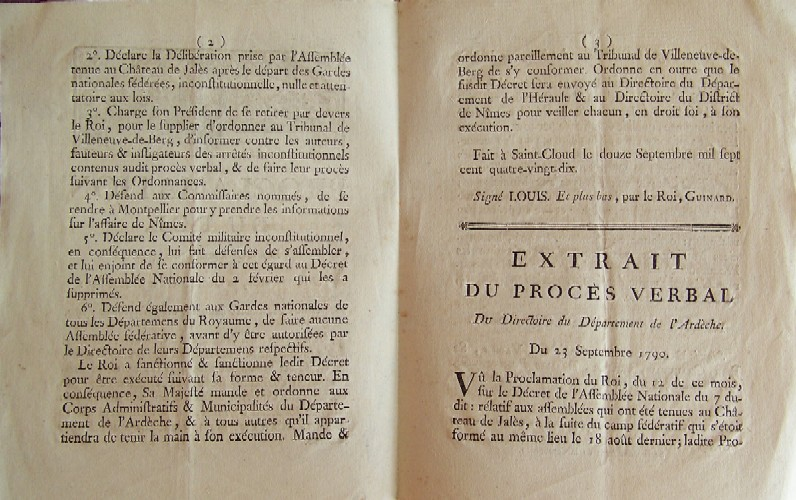
Le Roi défend les rassemblements. (2)
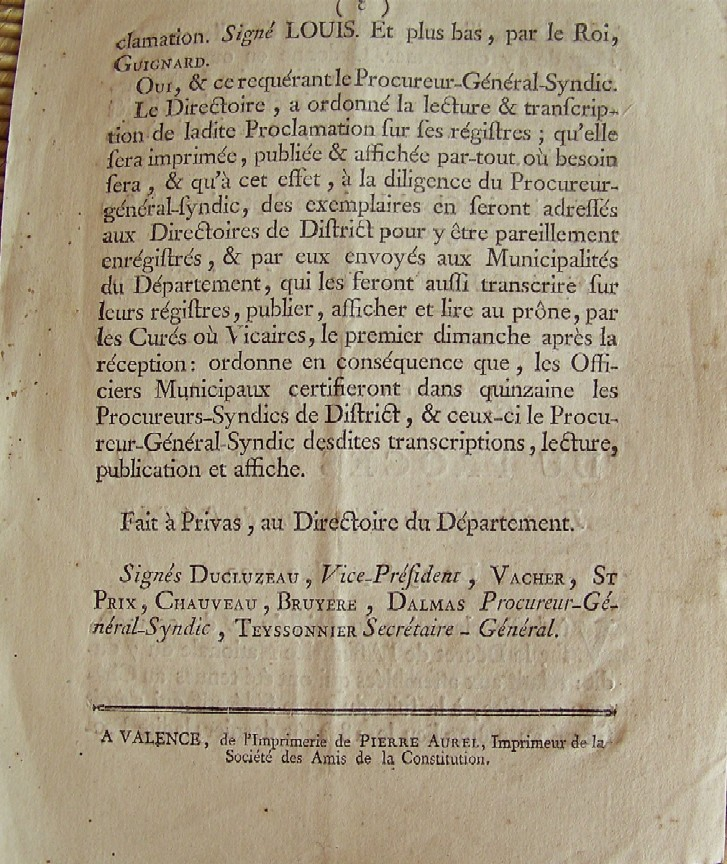
Le Roi défend les rassemblements. (3)
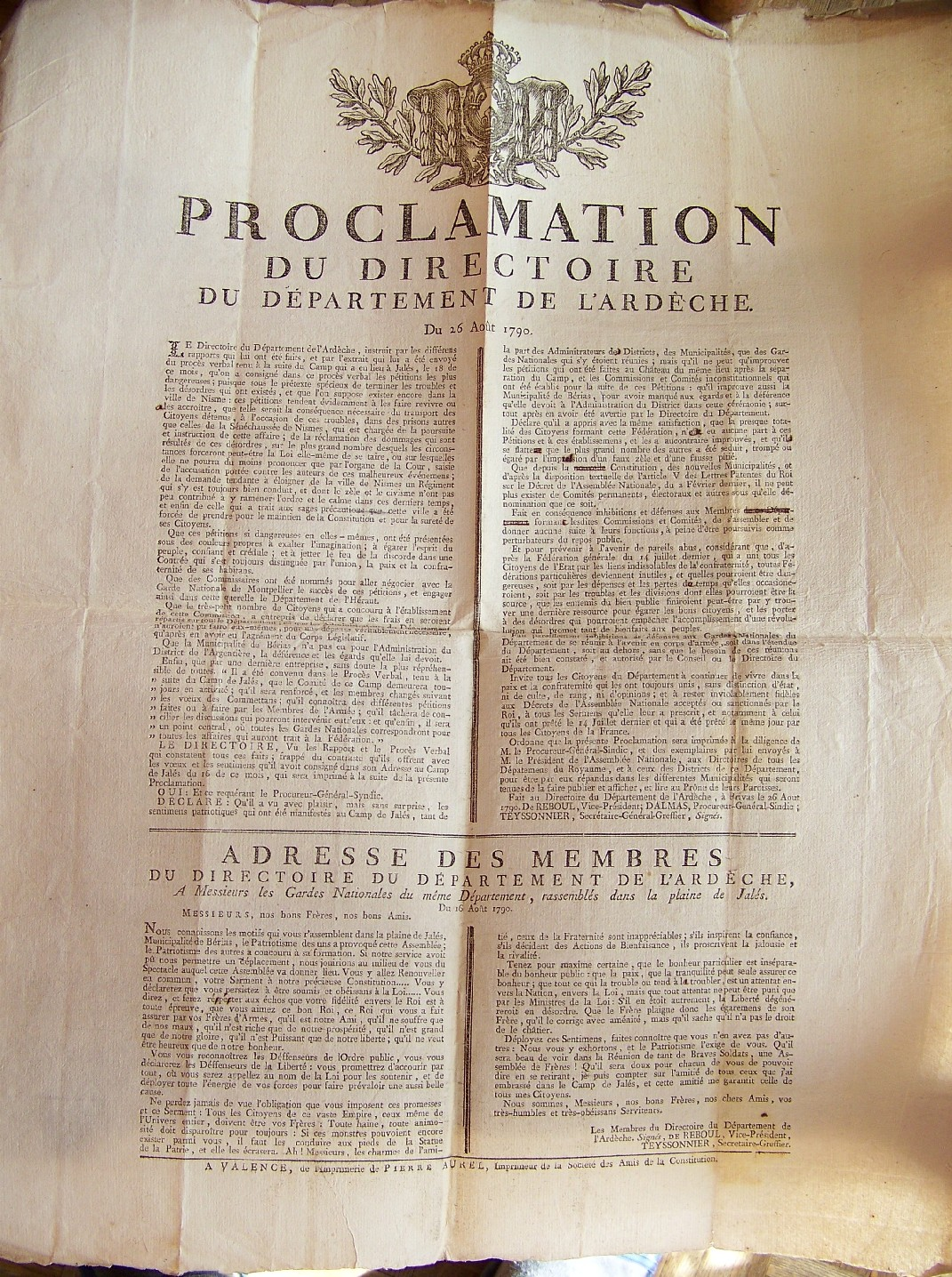
Le Directoire tire les conclusions.

### Le deuxième camp: réaction religieuse (février 1791)
« À l'initiative de Louis Bastide de Malbos, maire de Berrias, une réunion préparatoire a lieu le 13 février 1791. Le principe du rassemblement est décidé, les convocations envoyées.

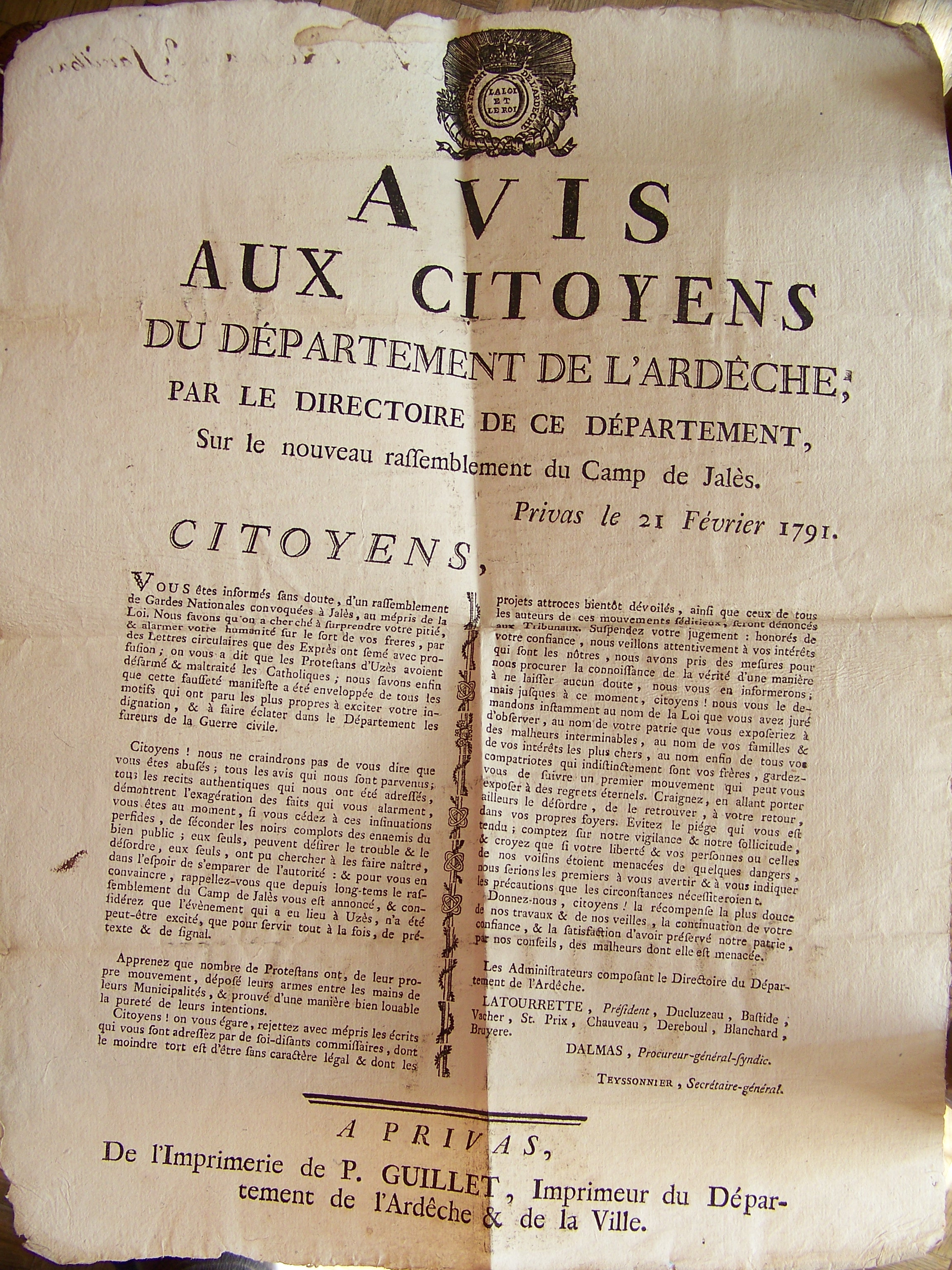
Appel aux citoyens.

Dans l'intervalle, ce sont des catholiques qui à la suite d’événements survenus à Uzès et en réaction à la proclamation de la Constitution civile du clergé demandent, par la voix de Malbosc, la protection des gardes nationaux des villages alentour et se réfugient à Jalès »(Mazon-Histoire de Largentière-p. 395). 
Et l'on y chantait la chanson du Camp de Jalès.
Le Directoire du département de l’Ardèche s’oppose à cette décision.
Le 17 février, il écrit aux municipalités, leur demandant la plus grande prudence et signalant le risque de manipulation et après l'échec d'un contre-rassemblement des gardes nationales dans la plaine de Laurac en vue du maintien de l’ordre et de la légalité, le 19 février, il demande l'aide des garnisons de la Drôme car il n'a pas confiance en la loyauté des troupes ardéchoises. Parallèlement, le Directoire du Gard demande que le régiment du Soissonnais basé à Montélimar soit déplacé vers Pont-Saint-Esprit.

Un détachement de cent gardes fut installé en garnison à Barjac.
D’après l’abbé Étienne« la paroisse de Ribes débouche au col de Vinchannes et menace de mettre le feu à Joyeuse si on s’oppose à ce qu’elle se réunisse aux autres paroisses ». Le maire de Joyeuse, Dussargues de Planzolles renonce à y faire obstacle.
Les affrontements se multiplient, les catholiques faisant pression sur les municipalités protestantes, les gardes nationales sur les municipalités accusées de tiédeur patriotique. Dans plusieurs villes les protestants déposent les armes en signe de bonne volonté.

Cependant, les gardes favorables au Comité de Jalès se rassemblent en masse, souvent en opposition avec des municipalités favorables au Directoire départemental.
À Joyeuse, malgré la présence des représentants du district du Tanargue, les gardes nationaux forcent la municipalité à les autoriser à partir vers Jalès. Les 15 000 gardes (Albin Mazon parle de 35 000 dans son Histoire de Largentière) sont rassemblés dans la plaine de Jalès, mais, convaincus de temporiser, ils éliront un « général » Chastanier de Burac, qui les convaincra de renoncer à marcher sur Uzès et se disperseront progressivement.
Les armées régulières renforcées par des gardes nationaux « patriotes » commandées par Louis Alexandre d'Albignac (Nîmes), les deux compagnies du régiment des chasseurs de Roussillon sous les ordres du lieutenant-colonel des Ours de Mandajors (Alais), et de la Légion de Pont-Saint-Esprit sous les ordres de Legrand, ancien officier du régiment d'Angoumois à la demande des municipalités, convergent vers Jalès malgré les conseils du Directoire. Elles ne rencontreront pas de résistance. Seules les troupes de Legrand, à la demande de Dussargues maire de Joyeuse investissent Jalès , saccagent les lieux, détruisent les archives et arrêtent le maire Malbosc contre l’avis des représentants du Directoire. Il est emprisonné à Pont-Saint-Esprit. Il meurt au cours d’une « tentative d'évasion », peut être « suicidé », par ses geôliers (l’hypothèse d’une vengeance d’anciens bandits masqués de 1783, libérés des galères a été évoquée par M. Guerreau ou Paul Messié dans la Revue du Vivarais).

### Le troisième camp: la contre-révolution (juillet 1792)
La conspiration de Saillans.

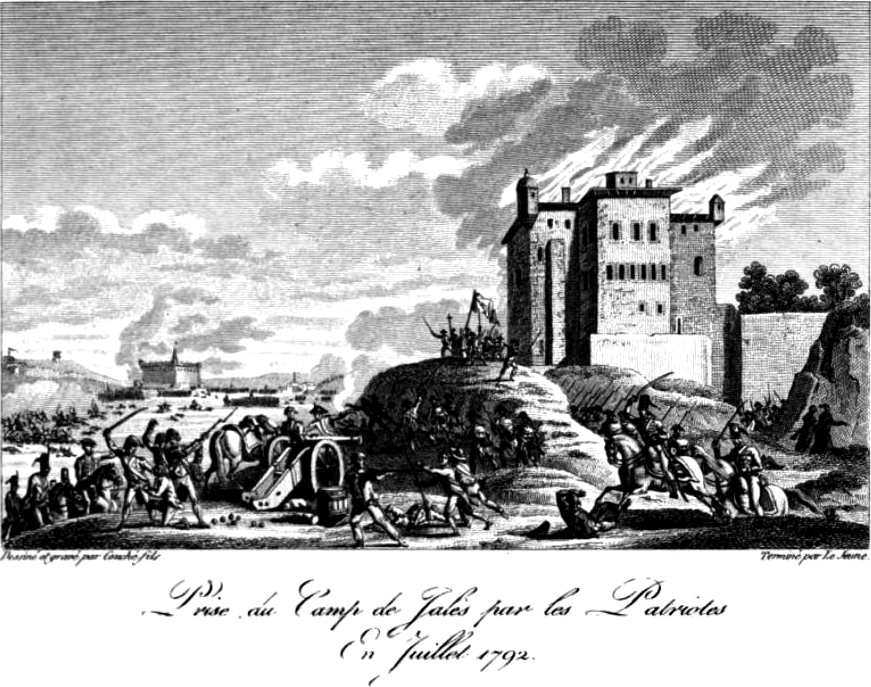
Prise du château de Banne.

Cette conjuration semble purement contre-révolutionnaire, longuement mûrie par l'abbé Claude Allier, les Princes émigrés et le comte de Saillans.
Saillans tenait garnison à Largentière lors du deuxième camp de Jalès. Il aurait dû participer à sa répression sous les ordres du colonel des Ours de Mandajors qui préfère se passer de son aide. Au mois de décembre 1791, à Perpignan, il tente de soulever son régiment. Il est décrété d’arrestation le 3 janvier 1792 et se réfugie à Coblence.
Claude Allier, prieur de Chambonas et monarchiste prosélyte, qui recrute activement depuis des mois, se rend à Coblence en février 1792 pour soumettre aux Princes un plan de soulèvement. Dès le 4 mars, les émigrés nomment Conway pour prendre la tête de l’armée du Midi et lui adjoignent le comte de Saillans qui connaît bien le pays. Son objectif, suivant les conseils du comte d’Artois, futur Charles X : rétablir l’ancien régime malgré l’opposition du Roi.
Il y eut peut-être une mauvaise appréciation de la volonté des catholiques de la région de s'opposer aux nouvelles institutions[réf. nécessaire], toujours est-il que Saillans réunit à peine 1 500 partisans, là où il en attendait 20 000.
En  dépit des conseils des princes et de Conway, Saillans aidé du chevalier Isidore de Melon et de Joseph Marie Chabalier, assiègent le fort de Banne le 4 juillet, pour le prendre le 8. Le Directoire du département de l’Ardèche réunit à Joyeuse une troupe de 8 000 hommes sous le commandement du général d’Albignac. Après quelques escarmouches, entre Joyeuse et Jalès, les rebelles se dispersent grâce à un violent orage, le fort de Banne est repris le 12 et détruit. Saillans en fuite sera repris, conduit aux Vans et décapité sans jugement ainsi que plusieurs de ses complices. Son crâne aurait été ramené au bout d'une pique à Largentière (Ardèche) où il est encore visible sur un pilier de l'église Notre-Dame des Pommiers.

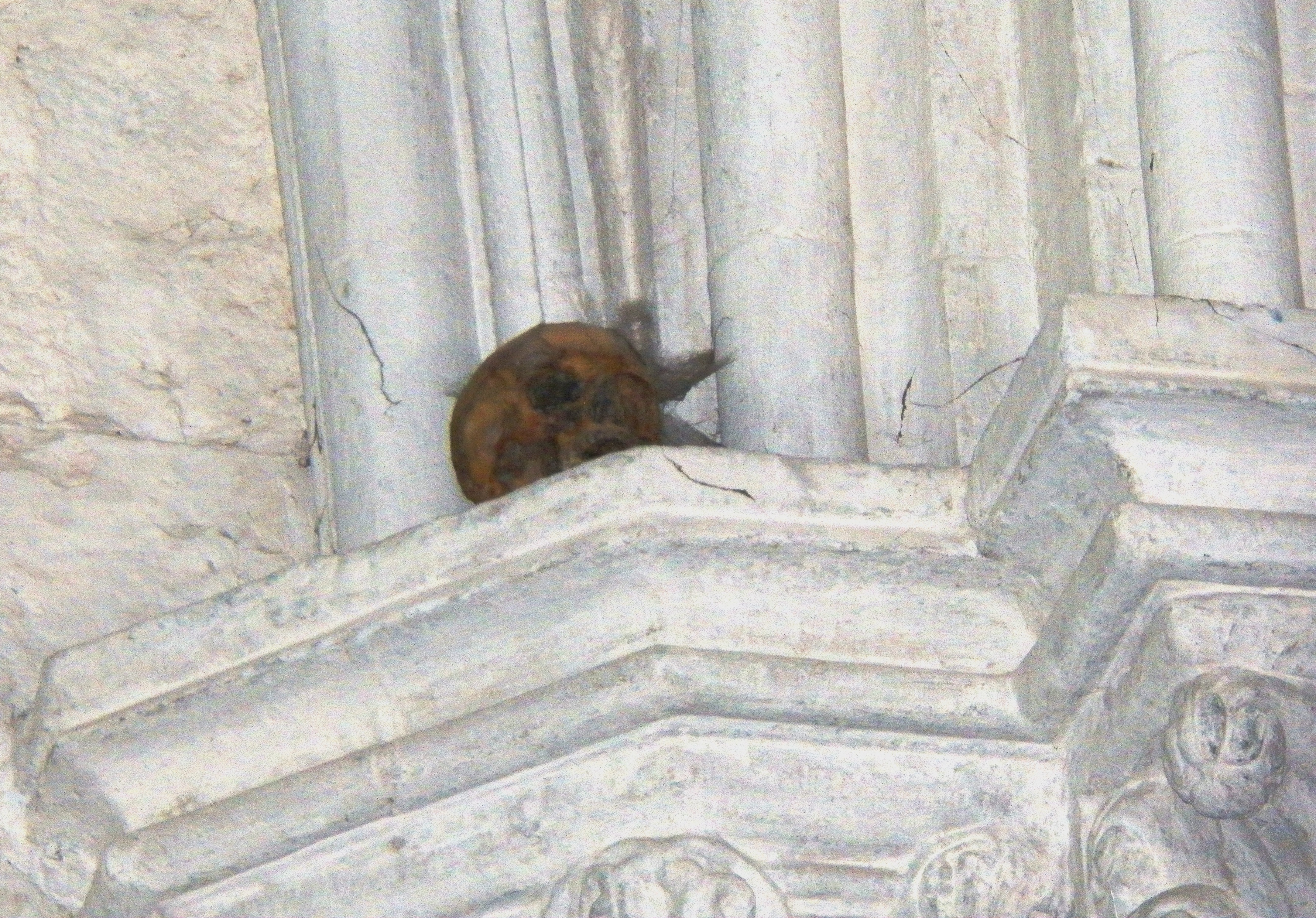
Crâne de Saillans à Largentière (Église N-D des Pommiers).

Le 13 juillet, à Joyeuse, deux membres de la conspiration, l'abbé de La Bastide de la Mollette et le chevalier d'Entremeaux sont massacrés sous les yeux de Boissy d'Anglas .
Le 18 juillet, l’Assemblée nationale après avoir entendu la lecture de pièces qui lui ont été adressées par le Directoire du département de l’Ardèche déclare l’accusation de 57 personnes, dont Conway, Claude Allier, prieur de Chambonas, Ducros, maire de Berrias, etc. ; le décret est promulgué par Louis XVI le 20 juillet.
Plusieurs seront pris, jugés et guillotinés à Mende (Claude Allier), Privas, Joyeuse, etc.
Le Directoire départemental dont l'action fut jugée inefficace par l'Assemblée nationale, fut entièrement renouvelé ainsi que de nombreuses municipalités de la région.
Pendant plusieurs mois, la poursuite de personnes suspectes de participation à cette conspiration fut le prétexte d'actes de brigandage, d'exécutions sommaires et de sac de propriétés privées.
Albin Mazon évoque la persistance d'actes de brigandage et de chouannerie dans la région du Tanargue jusqu'en 1800 : des bandits à la cocarde blanche rançonnent les voyageurs, pillent les caisses publiques. Ils auraient été commandés par Dominique Allier et par le marquis de Surville,, le réel auteur des Poésies de Clotilde de Surville qui, capturé, fut fusillé au Puy en 1798. Dominique Allier, frère du prieur de Chambonas fut capturé et exécuté en septembre 1798.
L'abbé Étienne note que la paroisse de Ribes fut inquiétée par des chouans, les uns monarchistes, les autres jacobins, et qu'il fallut l'intervention de 400 soldats de Montchauffé pour venir à bout, non sans commettre quelques excès, de ces brigandages.

Des villes comme Barjac, Joyeuse, Pont-Saint-Esprit furent momentanément occupées. Ces épisodes constituent ce qu'il est  convenu d'appeler la Terreur blanche avec deux années cruciales : 1795 puis 1799.

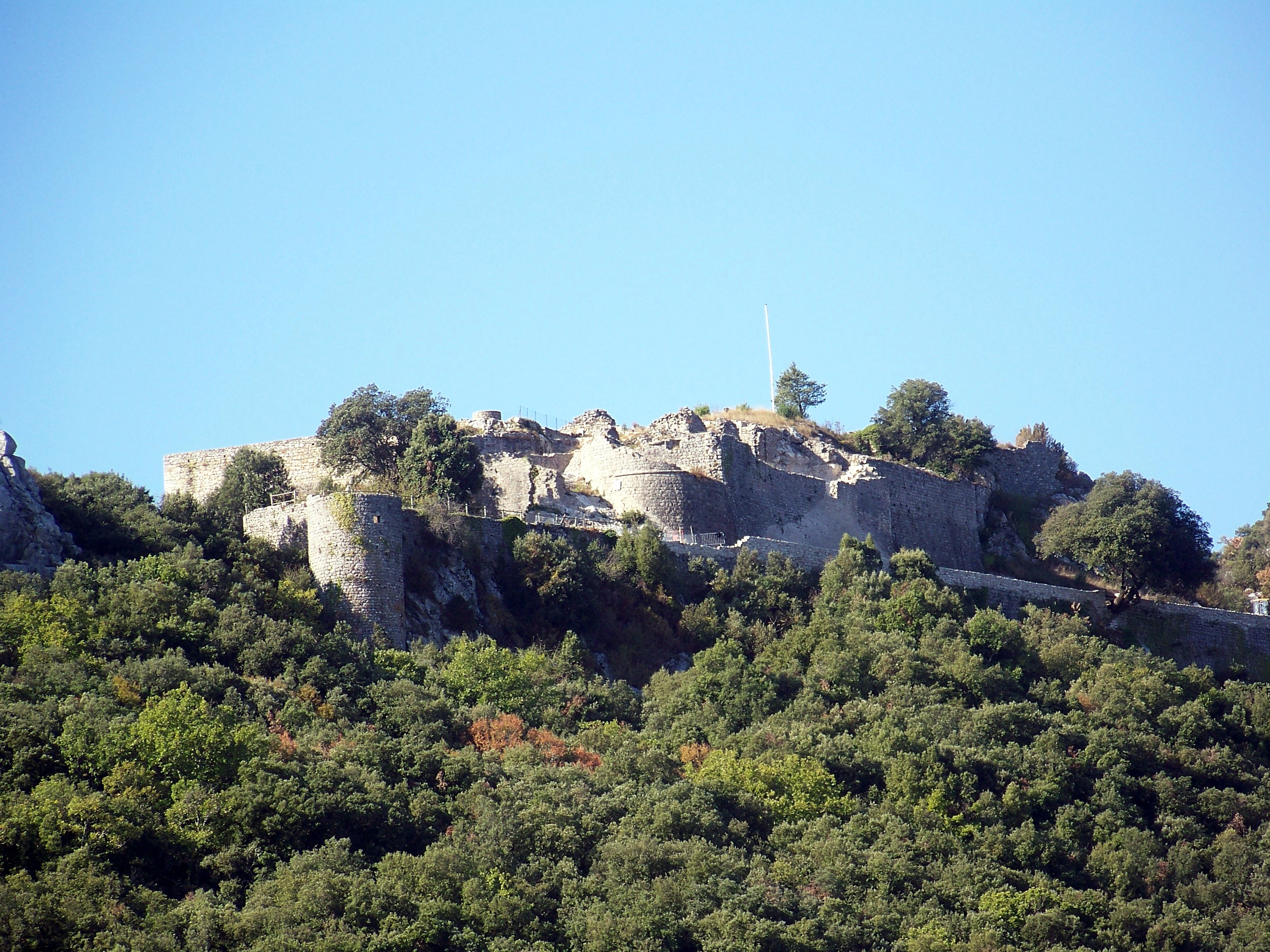
Ruines du Chateau de Banne 07460